# Bolbocaffer indigum
Bolbocaffer indigum är en skalbaggsart som beskrevs av Louis Albert Péringuey 1908. Bolbocaffer indigum ingår i släktet Bolbocaffer och familjen Bolboceratidae. Inga underarter finns listade.